# 活盘水库
活盘水库是中国福建省漳州市长泰县境内的一座水库，位于九龙江北溪上，建于1960年。水库正常库容为1484万立方米，平均水深为10.00米，集雨面积为30平方千米，海拔为64米。